# Hervé Morin
Hervé Morin (Pont-Audemer, 17 agosto 1961) è un politico francese, è stato Ministro della difesa dal 2007 al 2010, nei governi Fillon I e II del primo ministro François Fillon.

## Biografia
Entra all'Assemblea nazionale francese il 29 novembre 1998 in seguito alle dimissioni di Ladislas Poniatowski (eletto senatore, e viene rieletto all'Assemblea il 16 giugno 2002, nel 3º collegio elettorale di Eure, in Normandia. È stato il presidente del gruppo UDF alla Assemblea nazionale.
Dopo che il candidato dell'UDF per le elezioni presidenziali del 2007, François Bayrou, non venne eletto al 2º turno, tentò di creare un'alleanza con il Partito Socialista decidendo in seguito di fondare un nuovo partito politico: il movimento democratico (o Modem).
Di conseguenza, Morin, che è del centro-destra, si alleò con Nicolas Sarkozy, vincitore delle elezioni presidenziali.
All'interno della maggioranza presidenziale all'Assemblea nazionale creò un'organizzazione chiamata Nuovo Centro.
Dopo la creazione del UMP, assunse la presidenza del gruppo dell'UDF all'Assemblea nazionale, dal 2002 al 2007. Adesso è deputato per il Nuovo Centro, nonché il suo leader.
Dal 2016 è Presidente del Consiglio regionale della Normandia.